# Calliphora lata
Calliphora lata este o specie de muște din genul Calliphora, familia Calliphoridae, descrisă de Daniel William Coquillett în anul 1898. Conform Catalogue of Life specia Calliphora lata nu are subspecii cunoscute.